# Барбис
Барбис (фр. Barbuise) насеље је и општина у Француској у региону Шампања-Ардена, у департману Об која припада префектури Ножан сир Сен.
По подацима из 2011. године у општини је живело 415 становника, а густина насељености је износила 22,94 становника/km². Општина се простире на површини од 18,09 km². Налази се на средњој надморској висини од 68 метара.

## Демографија
| 1962. | 1968. | 1975. | 1982. | 1990. | 1999. | 2011. |
| ----- | ----- | ----- | ----- | ----- | ----- | ----- |
| 292   | 298   | 276   | 287   | 270   | 345   | 415   |

График промене броја становника у току последњих година